# Lamothe-Fénelon
Lamothe-Fénelon település Franciaországban, Lot megyében. Lakosainak száma 318 fő (2022. január 1.). Lamothe-Fénelon Nadaillac-de-Rouge, Saint-Julien-de-Lampon, Fajoles, Loupiac, Masclat, Payrac és Rouffilhac községekkel határos.

## Népesség
A település népességének változása:
| Lakosok száma | 289  | 304  | 313  | 335  | 286  | 278  | 293  | 301  | 302  | 318  |
|               | 1968 | 1982 | 1990 | 2006 | 2013 | 2015 | 2017 | 2019 | 2020 | 2022 |